# Peter V. Zima
Peter Václav Zima (* 11. März 1946 in Prag) ist ein österreichischer Literaturwissenschaftler. Er studierte Soziologie und Politikwissenschaft an der Universität Edinburgh und Literatursoziologie an der École des hautes études en sciences sociales (EHESS) in Paris, wo er mit zwei Dissertationen – Doctorat du 3e Cycle (1971: Paris IV) und Doctorat d'Etat (1979: Paris I) – promovierte und sich habilitierte. Er war von 1972 bis 1975 Gastdozent und Assistent an der Universität Bielefeld, von 1976 bis 1983 Dozent an der Universität Groningen. Von 1983 bis zu seiner Emeritierung 2012 war er ordentlicher Professor für Allgemeine und Vergleichende Literaturwissenschaft an der Alpen-Adria-Universität Klagenfurt.

## Forschung
Zima – seinem Selbstverständnis nach Soziosemiotiker oder Textsoziologe – forscht auf den Gebieten Soziologie, Ästhetik, Komparatistik, Dekonstruktion, Ideologiekritik und Theorie des Subjekts.

### Ästhetik
In seiner Veröffentlichung Literarische Ästhetik von 1991 (1995) rekonstruiert Zima die ästhetischen Grundlagen literaturwissenschaftlicher Theorien. Dabei führt er eine Neubestimmung der Literaturwissenschaft im philosophisch-ästhetischen System zwischen Kant, Hegel und Nietzsche durch. Dem ästhetischen Bereich gehört auch seine Studie Ästhetische Negation (2005) zu Mallarmé, Valéry, Adorno und Lyotard an. Zima zeigt, wie das individuelle Subjekt versucht, sich mit sprachlichen und ästhetischen Mitteln gegen einen Niedergang zwischen Spätmoderne und Postmoderne zur Wehr zu setzen. Die Studie befasst sich zugleich mit der Kritischen Theorie Adornos, dessen Sprachkritik und negative Ästhetik von Mallarmé und Valéry teilweise vorweggenommen wurden.

### Romansoziologie: Moderne und Spätmoderne, Ambiguität und Ambivalenz
In seinen Veröffentlichungen zur Entwicklung des Romans als einer literarischen Gattung zeigt Zima, dass der Roman des 17. und 18. Jahrhunderts von einer auflösbaren Ambiguität der Werte, Handlungen und Charaktere strukturiert wird, während der Roman der Spätmoderne von der unauflösbaren Ambivalenz geprägt ist. Diese stellt als Unentscheidbarkeit sowohl die Romanhandlung als auch die Erzählstruktur bei Autoren wie Musil, Kafka, Proust, Svevo oder Thomas Mann in Frage.

### Postmoderne und Indifferenz
In der Postmoderne gehe die Ambivalenz allmählich in eine Indifferenz über: Sie meint nicht Gleichgültigkeit, sondern Austauschbarkeit von Wertsetzungen. Diese Entwicklung von der Ambiguität zur Ambivalenz und später zur Indifferenz untersucht Zima in Moderne / Postmoderne (1997) sowie in seinem Hauptwerk Soziologische Theoriebildung, Ein Handbuch auf dialogischer Basis (2020).

### Dialogische Theorie
Als Vertreter einer dialogischen Theorie (vgl. Nachweis 10), die an Bachtin und Adorno anknüpft, unternimmt Zima in Ideologie und Theorie (1989) sowie in Was ist Theorie? (2004, ²2017) den Versuch einer Abgrenzung: Eine Ideologie ist demnach ein dualistisch strukturierter Monolog, der sich mit der Wirklichkeit (ihren Objekten) identifiziert. Im Gegensatz dazu ist eine Theorie durch Nichtidentität, Ambivalenz und dialogische Offenheit gekennzeichnet. Somit unterscheidet Zima einen allgemeinen Begriff sowie einen kritisch-restriktiven Begriff von Ideologie: Jede kultur- und sozialwissenschaftliche Theorie ist im Prinzip zugleich ideologisch zu nennen, weil sie gruppenspezifische Interessen und Werte artikuliert. Zu einer Ideologie wird sie erst dadurch, dass sie ihre Objekte nicht als mögliche Konstruktionen wahrnimmt, sondern sich mit ihnen und der Wirklichkeit schlechthin identifiziert. Dadurch wird die Ideologie zum monologischen Diskurs, der es konkurrierenden Diskursen untersagt, diese Objekte anders zu erkennen und zu konstruieren. 1999 widmete sich die achte Diskussionseinheit von Heft 4 des Streitforums Ethik und Sozialwissenschaften Zimas Dialogischer Theorie.
In letzter Zeit hat Zima die Dialogische Theorie in seinem im Jahre 2020 erschienenen Tausend-Seiten-Band Soziologische Theoriebildung. Ein Handbuch auf dialogischer Basis weiterentwickelt und auf soziologische Theorien von Marx und Comte bis zur Postmoderne (Bauman, Jean Baudrillard, Richard Sennett, Foucault und Maffesoli) angewandt. Er zeigt, wie die dialogische Konfrontation von Theorien (Karl Marx - Vilfredo Pareto, Kritische Theorie - Feminismus, Bourdieu - Luhmann) Stärken und Schwächen der theoretischen Ansätze erkennen lässt und sowohl ihre Korrektur als auch ihre Weiterentwicklung ermöglicht. Es geht darum, sich nicht mit einer Ansicht oder Perspektive zu begnügen, sondern sich (mit Bachtin) stets die Gegenstimme anzuhören. Selbst wenn man der Meinung ist, dass Marx’ Klassenkampftheorie die soziologische Erkenntnis fördert, wird man gut beraten sein, sich Paretos Gegenentwurf anzusehen, der die Bildung von Eliten und Oligarchien erkennen lässt, die die Möglichkeit einer „Diktatur des Proletariats“ grundsätzlich in Frage stellt. Die Arbeiterklasse kann niemals in ihrer Gesamtheit die Gesellschaft verwalten, sondern ist aus organisatorischen Gründen genötigt, die Macht einer Parteielite anzuvertrauen, die mit der Zeit zur Oligarchie wird. Es geht in dieser Konfrontation von Theorien nicht um Widerlegung (etwa der Marxschen Theorie), sondern um die Erschütterung einer Theorie im Sinne von Otto Neurath (vgl. Neuraths Rez. von Karl R. Poppers Logik der Forschung, 1934). In den Sozialwissenschaften sind – laut Zima – Widerlegungen von Theorien im Sinne von Popper, im Sinne der Naturwissenschaften in den meisten Fällen nicht möglich. Möglich ist jedoch ihre Erschütterung in einer dialogischen Konfrontation, die ihre blinden Flecken sichtbar macht: in diesem Fall Marx’ fehlende Erkenntnis, dass eine große Gruppe wie das Proletariat die Macht einer wesentlich kleineren Gruppe übertragen muss, die seine Interessen wahrnimmt (oder wahrnehmen soll). Kurzum, es geht nicht darum, Marx zu widerlegen, sondern ihn dialogisch zusammen mit Pareto zu lesen, um seine Probleme besser zu verstehen. Zima zeigt, wie fruchtbar dieses dialogische Verfahren in Gesprächen und „Geistergesprächen“ zwischen Habermas und Luhmann, Bourdieu und Luhmann, Touraine und Habermas sowie Giddens und Ulrich Beck sein kann.

### Dialogische Subjektivität
Zima hat in seiner Theorie des Subjekts (2000, 2017, vierte Aufl.) eine dialogische Theorie der Subjektivität vorgeschlagen: Das Subjekt wird als eine sich wandelnde und zugleich gleichbleibende Instanz aufgefasst, die sich nur in einem permanenten Dialog mit anderen Personen entfalten kann. Zimas psychoanalytische und soziologische Studie Narzissmus und Ichideal (2009) schließt an diese Argumentation an. In seinem Buch Das Literarische Subjekt (2001) wendet Zima seine Theorie der dialogischen Subjektivität auf die Literatur an.

## Mitgliedschaften, Auszeichnungen, Gastprofessuren
1993 erhielt Zima den Forschungspreis der Ellen-und-Max-Woitschach-Stiftung für ideologiefreie Wissenschaft im Stifterverband für die Deutsche Wissenschaft.
Seit 1998 ist er korrespondierendes Mitglied der philosophisch-historischen Klasse der Österreichischen Akademie der Wissenschaften und seit 2010 Mitglied der Academia Europaea in London.
2014 wurde er zum Honorarprofessor der Pädagogischen Universität Ostchina in Shanghai ernannt.
Er war Gastprofessor an der Universität Neapel L’Orientale (1985), der Katholieke Universiteit Leuven (1988), der Universität Graz (1991/92), Universität Wien (1994/95) und der Universität Santiago de Compostela (2002).
2022 hielt er einen Vortrag an der Summer School der Universidad Internacional Menéndez Pelayo in Santander (UIMP).
Er war von 1984 bis 2012 für das Partnerschaftsabkommen zwischen den Universitäten Klagenfurt und Udine verantwortlich.

## Veröffentlichungen
Bücher als Autor
- Le Désir du mythe, Lecture sociologique de Marcel Proust. Nizet, Paris, 1973.
- Goldmann. Dialectique de l'immanence, Editions Universitaires, Paris, 1973 (spanische Übers.).
- L'Ecole de Francfort. Dialectique de la particularité, Editions Universitaires, Paris, 1974. Neue überarbeitete und ergänzte Fassung: L'Harmattan, Paris, 2005, ISBN 2-7475-7719-8 (italienische, spanische Übers.).
- Kritik der Literatursoziologie, Frankfurt/M., Suhrkamp, 1978, ISBN 3-518-10857-3; frz. Fassung: Pour une sociologie du texte littéraire, UGE-10/18, Paris, 1978, L'Harmattan, 2000, ISBN 2-7384-9081-6, 1978 (koreanische Übers.).
- Grenzgang. Prosa. Hoffmann und Campe, Hamburg 1979, ISBN 3-455-08741-8.
- Textsoziologie. Eine kritische Einführung, Metzler, Stuttgart, 1980, ISBN 3-476-10190-8, Metzler, Heidelberg, 2021 (2., erw. Aufl.) (koreanische Übers.).
- L'Ambivalence romanesque. Proust, Kafka, Musil, Le Sycomore, 1980, L'Harmattan, Paris, 2002 (2., überarbeitete Aufl.), ISBN 2-7475-3117-1 (italienische Übers.).
- Literatuur en maatschappij, Inleiding in de literatuur – en tekstsociologie, Van Gorcum, Assen, 1981, ISBN 90-232-1831-0.
- L'indifférence romanesque, Sartre, Moravia, Camus, Le Sycomore, 1982, L'Harmattan, Paris, 2005 (2., korrigierte Aufl.), ISBN 2-7475-8001-6; dt. Fassung: Der gleichgültige Held. Textsoziologische Untersuchungen zu Sartre, Moravia und Camus, Metzler, Stuttgart, 1983, WVT, Trier, 2004, ISBN 3-88476-600-7.
- Manuel de sociocritique, Picard, 1985, L'Harmattan, Paris, 2000 mit neuer kommentierter Bibliografie, ISBN 2-7384-9087-5 (chinesische, italienische, koreanische, spanische Übers.).
- Roman und Ideologie. Zur Sozialgeschichte des modernen Roman, Fink, München, 1986, ISBN 3-7705-2365-2 (koreanische Übers.).
- Ideologie und Theorie, eine Diskurskritik, Francke, Tübingen, 1989, ISBN 3-7720-1823-8 (Forschungspreis der Ellen-und-Max-Woitschach-Stiftung für ideologiefreie Wissenschaft, Bonn 1993) (koreanische Übers.).
- Literarische Ästhetik, Methoden und Modelle der Literaturwissenschaft, Francke, Tübingen, 1991, 2020 (3., erw. Aufl.), ISBN 3-8252-1590-3 (koreanische, tschechische Übers.).
- Komparatistik, Einführung in die Vergleichende Literaturwissenschaft, Francke, Tübingen, 1992, 2011 (2. Aufl.) ISBN 978-3-8252-1705-1 (chinesische, tschechische Übers.).
- La Déconstruction. Une critique, PUF, Paris, 1994, ISBN 978-2-13-045997-2 (arabische Übers.); erw. dt. Fassung: Die Dekonstruktion, Einführung und Kritik, Francke, Tübingen, 1994 (2016, 2. Aufl.), ISBN 978-3-8252-1805-8; erw. engl. Fassung: Deconstruction and Critical Theory, Continuum, London-New York, 2002, ISBN 978-1-84790-008-1.
- Moderne / Postmoderne. Gesellschaft, Philosophie, Literatur, Francke, Tübingen, 1997 (2016, 4. Aufl.), ISBN 978-3-8252-4690-7 (koreanische Übers); erw. engl. Fassung: Modern/Postmodern. Society, Philosophy, Literature,  Continuum, London-New York, 2010, ISBN 978-1-4411-9901-0.
- The Philosophy of Modern Literary Theory, Athlone-Continnuum, London-Brunswick, 1999, ISBN 0-485-11540-9 (türkische Übers.); erw. frz. Fassung: Critique littéraire et esthétique. Les fondments esthétiques des théories de la littérature, L'Harmattan, Paris, 2004, ISBN 2-7475-5810-X.
- Theorie des Subjekts. Subjektivität und Identität zwischen Moderne und Postmoderne, Francke, Tübingen, 2000 (2017, 4. Aufl.), ISBN 978-3-8252-4796-6;  erw. engl. Fassung: Subjectivity and Identity. Between Modernity and Postmodernity, Bloomsbury, London-New York, 2015 ISBN 978-1-78093-780-9.
- Das literarische Subjekt. Zwischen Spätmoderne und Postmoderne, Francke, Tübingen, 2001, (2024, 2. Aufl.) ISBN 978-3-381-12711-5.
- La Négation esthétique. Le Sujet, le beau et le sublime de Mallarmé et Valéry à Adorno et Lyotard, L'Harmattan, Paris, 2002, ISBN 2-7475-3116-3; erw. dt. Fassung: Ästhetische Negation. Das Subjekt, das Schöne und das Erhabene von Mallarmé und Valéry zu Adorno und Lyotard, Königshausen & Neumann, Würzburg, 2005, 2018 (erw. 2. Aufl.), ISBN 978-3-8260-6178-3.
- Théorie critique du discours, La discursivité entre Adorno et le postmodernisme, L'Harmattan, Paris, 2003, ISBN 978-2-7475-5247-9.
- Was ist Theorie? Theoriebegriff und Dialogische Theorie in den Kultur- und Sozialwissenschaften, Francke, Tübingen, 2004 (2017, 4. Aufl.), ISBN 978-3-8252-4797-3; engl. Fassung: What is Theory? Cultural Theory as Discourse and Dialogue, Continuum, London-New York, 2007, ISBN 0-8264-9050-6.
- Der europäische Künstlerroman. Von der romantischen Utopie zur postmodernen Parodie, Tübingen, Francke, 2008, ISBN 978-3-7720-8263-4.
- Narzissmus und Ichideal. Psyche, Gesellschaft, Kultur, Francke, Tübingen 2009, ISBN 978-3-7720-8337-2.
- Komparatistische Perspektiven. Theoriebildung in der Vergleichenden Literaturwissenschaft, Francke, Tübingen, 2011, ISBN 978-3-7720-8407-2.
- Texte et société. Perspectives sociocritiques, L'Harmattan, Paris, 2011, ISBN 978-2-296-55926-4 (arabische Übers.).
- Entfremdung. Pathologien der postmodernen Gesellschaft, Francke, Tübingen, 2014, ISBN 978-3-8252-4305-0.
- Essay / Essayismus. Zum theoretischen Potenzial des Essays. Von Montaigne bis zur Postmoderne, Königshausen & Neumann, Würzburg, 2012, (2024, 2. Aufl.), ISBN 978-3-8260-4727-5, erw. frz. Fassung: Essai et Essayisme. Le potentiel théorique de l'essai: de Montaigne jusqu'à la postmodernité, Classiques Garnier, Paris, 2018, ISBN 978-2-406-06835-8.
- Soziologische Theoriebildung. Ein Handbuch auf dialogischer Basis, Narr-Francke-Attempto (UTB), Tübingen, 2020, ISBN 978-3-8252-5370-7.
- Diskurs und Macht. Einführung in die herrschaftskritische Erzähltheorie, Verlag Barbara Budrich, Opladen & Toronto, 2022, ISBN 978-3-8252-5830-6, erw. engl. Fassung: Discourse and Power. An Introduction to Critical Narratology: Who Narrates Whom? Routledge, London & New York, 2023, ISBN 978-1-032-42640-2 (pbk); 978-1003-36361-3 (ebk).
- Die Kritische Theorie zwischen Spätmoderne und Postmoderne: Nostalgie als Kritik, Narr Francke Attempto Verlag, Tübingen, 2024, ISBN 978-3-381-12701-6.

Bücher als Herausgeber und Mitherausgeber
- Textsemiotik als Ideologiekritik. Suhrkamp, Frankfurt/M. 1977, ISBN 3-518-10796-8.
- Semiotics and Dialectics. Ideology and the Text. J. Benjamins, Amsterdam 1981, ISBN 90-272-1505-7.
- Degrés 25–26, „Texte et idéologie“. Brüssel 1980/81.
- mit J. Strutz: Europäische Avantgarde. Peter Lang, Frankfurt am Main/Paris/Bern 1987, ISBN 3-8204-0057-5.
- mit J. Strutz: Komparatistik als Dialog. Peter Lang, Frankfurt am Main/Paris/Bern 1991, ISBN 3-631-42279-2.
- Literatur intermedial. Musik-Malerei-Photographie-Film. Wiss. Buchgesellschaft, Darmstadt 1995, ISBN 3-534-12315-8.
- mit J. Strutz: Literarische Polyphonie. Übersetzung und Mehrsprachigkeit in der Literatur. Tübingen, Narr 1996, ISBN 3-8233-5163-X.
- Vergleichende Wissenschaften. Interdisziplinarität und Interkulturalität in den Komparatistiken. Narr, Tübingen 2000, ISBN 3-8233-5212-1.
- mit Jürgen Wertheimer: Strategien der Verdummung. Infantilismus in der Fun-Gesellschaft. Beck, München 2001, ISBN 3-406-45963-3.
- Krise und Kritik der Sprache. Literatur zwischen Spätmoderne und Postmoderne. Francke, Tübingen 2004, ISBN 3-7720-8055-3.
- mit R. Winter: Kritische Theorie heute. Transcript, Bielefeld 2007, ISBN 3-89942-530-8.